# Oleg Bryjak
Oleg Bryjak (ur. 27 października 1960 w Żezkazganie w Kazachskiej Socjalistycznej Republice Radzieckiej, zm. 24 marca 2015 roku w Prads-Haute-Bléone, we Francji) – niemiecki śpiewak operowy (bas baryton)  pochodzenia ukraińskiego.

## Życie i działalność
W dzieciństwie grał na akordeonie. W rodzinnym Kazachstanie ukończył szkołę muzyczną oraz Kazachskie Narodowe Konserwatorium w Ałma-Acie. Początkowo występował na deskach Opery Lwowskiej, Opery w Czelabińsku i Petersburgu. W 1990 roku zdobył 2. nagrodę na Międzynarodowym Konkursie Piosenki w Stuttgarcie, a w latach 1991-1996 był artystą Teatru Państwowego w Karlsruhe. Od 1996 roku był stałym członkiem Deutsche Oper am Rhein w Düsseldorfie. Bryjak gościnnie występował na deskach oper i teatrów między innymi w Paryżu, Zurychu, Wiedniu, Londynie, Los Angeles, San Francisco oraz Tokio. Zginął 24 marca 2015 roku w katastrofie lotu Germanwings 9525 z Barcelony do Düsseldorfu.